# 53. območni štab Slovenske vojske
53. območni štab (kratica: 53. OŠTO/53. OŠSV) je bil območni štab, sprva Teritorialne obrambe Republike Slovenije, nato pa Slovenske vojske, ki je bil aktiven med slovensko osamosvojitveno vojno.
Spadal je pod poveljstvo 5. pokrajinskega štaba in deloval v sklopu Ljubljanske pokrajine.

## Zgodovina
OŠTO je bil ustanovljen v veliki reorganizaciji TO RS v aprilu/maju 1991 v skladu z Zakonom o obrambi in zaščiti, ki je bil sprejet 29. marca 1991 in stopil v veljavo 14. aprila istega leta: 30. aprila so bili ukinjeni občinski štabi in naslednji dan (1. maja) ustanovljeni območni štabi. Štab je tako nastal z združitvijo dveh dotedanjih Občinskih štabov Vrhnika in Logatec.
Leta 1998 je bila izvedena nova strukturna reorganizacija Slovenske vojske, s katero so bili ukinjeni območni štabi.

## Organizacija
Maj - junij 1991
- štab
- prištabne enote:

- 1. izvidniški oddelek
- 2. izvidniški oddelek
- Oddelek zvez
- Zaščitni vod
- Zaledni vod

- Logatec:

- Diverzantski vod
- Protidiverzantski vod
- 46. samostojni vod Rovte
- 41. samostojni vod TO
- 42. samostojni vod TO
- 43. samostojni vod TO

- Vrhnika:

- Diverzantski vod
- Protidiverzantski vod
- Zaščitna četa
- Samostojna četa Laze
- 531. četa TO

## Poveljstvo
Junij 1991
- poveljnik OŠTO: stotnik 1. razreda Jože Molk
- načelnik štaba OŠTO: major Franci Košir